# ブレス・コントローラ
ブレス・コントローラ (Breath Controller) は、シンセサイザーの周辺機器である。

## 概要
ブレス・コントローラは、息の圧力をセンサで検出し、シンセサイザーにその情報を送信することで、管楽器のような抑揚感に溢れる演奏を可能にするシンセサイザーの周辺機器である。ブレス・コントローラを接続したシンセサイザーがMIDIインターフェースを持つ場合は、MIDI信号の一種であるコントロールチェンジを出力することができる。
管楽器系・擦弦楽器系・コーラス系など持続性のある音色をキーボードで演奏する際にブレス・コントローラを使用すれば、使用しない場合に比べて格段のリアリティを得ることができる。減衰系の音色でブレス・コントローラを用いることは一般的に行われないが、アイデア次第で特異な効果を得ることも期待できる。

## ウインドシンセサイザーとの相違
息を用いて抑揚を豊かにする管楽器型のシンセサイザーとしてウインドシンセサイザーがある。この二者はしばしば混同されるが、以下の違いがある。
- ウインドシンセサイザーは管楽器の一種と考えられ、主として管楽器奏者が用いる。
- ブレス・コントローラはキーボード型のシンセサイザーに接続して利用するため、主としてキーボード奏者が用いる。
- ブレス・コントローラを接続したシンセサイザーは、息を吹き込んだだけではMIDI信号のノート・オンを送信しない。キーボードの押下に伴う付加情報としてコントロールチェンジを送信するため、シンセサイザーの周辺機器である「サステインペダル」と同一の分類に属する。
- ウインドシンセサイザーのことをブレス・コントローラと呼ぶ場合があるが、その逆(ブレス・コントローラのことをウインドシンセサイザーと呼ぶこと)はない。

## ブレス・コントローラを接続したシンセサイザーが送信するコントロールチェンジ
- #2 / #34 (MIDI ブレス・コントロール)

## MIDI信号としての情報量
シーケンサーを用いて曲を制作する際、あらかじめ入力したパートにブレス・コントローラを用いれば、打ち込み特有の平板な印象を効果的に払拭することが可能となる。ただしブレス・コントローラにより発生する息の圧力変化の情報は、MIDIデータの情報量としては比較的多量であるため、記憶容量に限りのあるハードシーケンサーやシーケンスソフトを用いる際はデータを適宜間引く等の工夫をする場合もある。

## 代表的な製品
- コンピュトーン ヒューマナイザー（リリコンのトランスデューザ部を独立させた製品）
- ヤマハ BC1（口にくわえるタイプ）
- ヤマハ BC2（ヘッドセットタイプ）
- ヤマハ BC3（BC2の吹奏感と強度を向上させた製品）
- アカイ x335i（EWIのマウスピース部をヘッドセット型に独立させた製品）

以上はキーボード型のシンセサイザーに接続して利用するタイプの製品。いずれも独自規格の接続インタフェースを持つ。
MIDIインタフェースを持つブレスコントローラーは2008年3月時点で存在しなかったが、2014年より、後述のnew-type.asiaによりMIDI 出力端子を持つブレスコントローラが発売された。
x335iは、EWIと同様にマウスピースを噛むことでLFOの1サイクルを出力し、ビブラート効果を得ることが可能である。
その他にカーツウェル、カシオといったメーカーからも過去に同種の製品が発売されていた。シンタックス（ギターシンセ）に接続するホース型のタイプも存在した。
2008年にヤマハがBC3を製造終了させて以降、長らく、国産の現行商品として入手可能なブレス・コントローラが存在しない状態が続いていたが、2014年より、new-type.asia（ニュータイプ・エイジア）製ブレス・コントローラが発売され、現在も国内外で入手可能である。
このブレスコントローラはMIDI出力端子より、コントロールチェンジ#2(MIDI ブレス・コントロール)及び#11(MIDI エクスプレッション)の出力が可能。これまでの製品において欠点とされる部分を改善すべく開発された製品である。